# Piazza delle Erbe (Padua)

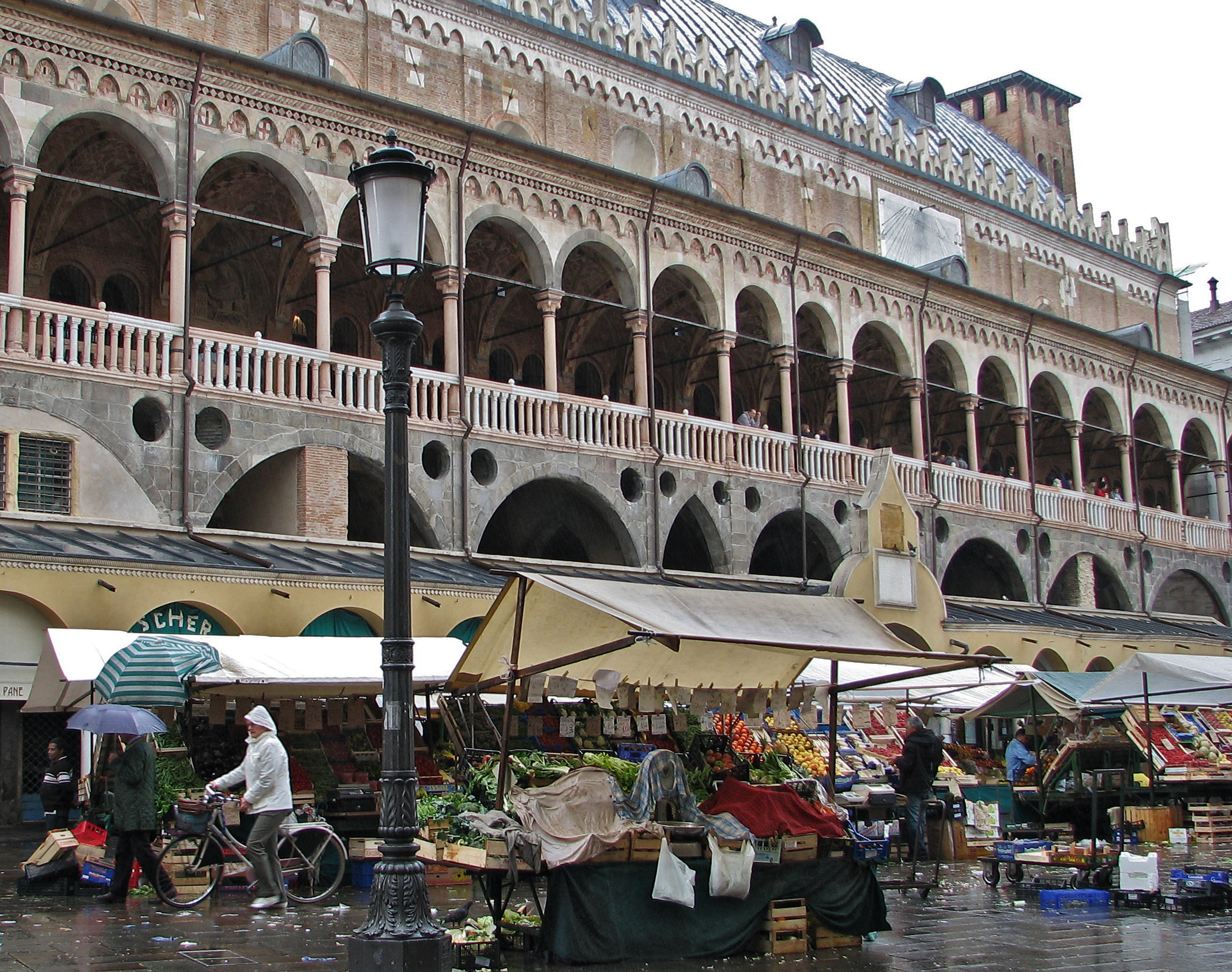
La plaza y el mercado.

La Piazza delle Erbe, llamada antiguamente Piazza delle Biade, Piazza del Vino y Piazza della Giustizia, es una de las numerosas plazas que caracterizan el centro histórico de Padua, Italia. Fue durante siglos el centro comercial de la ciudad, junto con la Piazza della Frutta. En las dos plazas se realiza uno de los mercados más grandes de Italia. A diferencia de la Piazza dei Signori, teatro de las celebraciones cívicas, la Piazza delle Erbe era sede de los festejos populares. La plaza está dominada por el enorme Palazzo della Ragione, parte del Palazzo Comunale.

## Historia

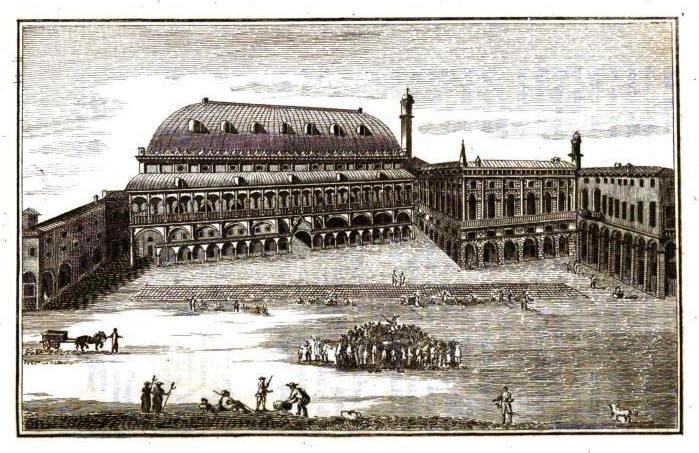
La plaza en el.

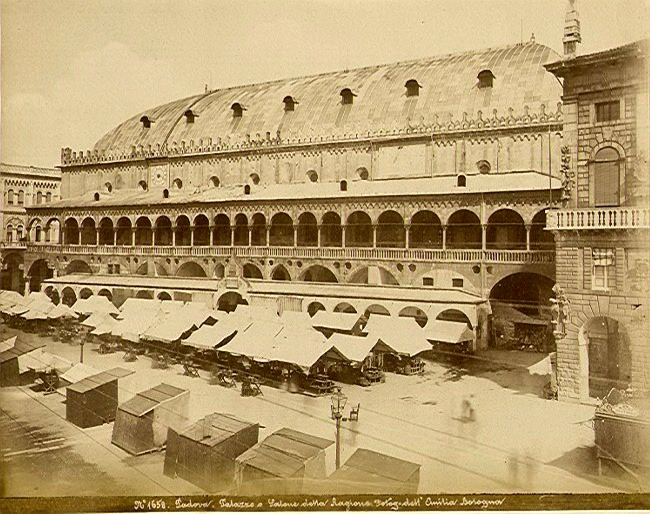
En el, durante el mercado.

La zona era bulliciosa ya en la época prerromana, como testimonian los numerosos hallazgos arqueológicos. Según algunos era sede de comercios ya en el Imperio Romano, pero debe su conformación actual a los siglos X y XI. Este espacio fue ocupado por numerosas tiendas y puestos que vendían todo género de mercancías, desde comestibles hasta productos de lujo. Fue con la construcción del Palazzo della Ragione a principios del siglo XIII cuando se organizaron los varios puntos de venta: bajo el salón se instalaron los vendedores de tejidos y de pieles, mientras que a los pies de los escalones del palacio se instalaron los toldos de los vendedores de hierro forjado (la Scala dei Feri, al este) y de vino (la Scala del Vin, al oeste), y en la plaza se instalaron los puestos semimóviles de los vendedores de cereales y de cuero. Bajo el Palazzo del Podestà se abrieron las tiendas de los orfebres.
En 1302 se amplió la plaza con la demolición del fondaco dei giubbettieri (lugar donde se encuentra ahora la fuente), conformando la plaza como la vemos en la actualidad, con la particular posición prominente del Palazzo del Podestà. Giovanni da Nono testimonió con gran precisión en su Visio Egidii la ampliación del Palazzo della Ragione en 1309 y la disposición de las tiendas en aquel tiempo. En el siglo XVIII se remodelaron las casas medievales al sur, con la rettifica de los pórticos. En 1874, en lugar de las prisiones al oeste se construyó el Palazzo delle Debite, mientras que a principios del siglo XX se concluyó el ala Moschini en lugar del Fondaco delle Biade, del siglo XIV.
En la plaza, debajo del Palazzo del Podestà, se encontraba un antiguo pozo. En agosto de 1785 se adornó con el brocal del pozo que estaba en la Piazza dei Signori, cerrado y pavimentado en ese mes por decoro de la plaza. En el curso del siglo XIX el pozo fue objeto de ásperas críticas, sobre todo sobre el descuido higiénico en el uso de las cubetas para sacar el agua. Fue pavimentado definitivamente y cubierto con un pozo de visita (visible en el pavimento) en 1930, cuando se construyó la actual fuente monumental. La plaza, pavimentada en la Edad Media, fue pavimentada de nuevo en varias ocasiones en el siglo XVIII y de manera radical en 1867.
El día de san Jaime de cada año, la plaza albergaba suntuosamente la llegada de la carrera del palio Ludi Carraresi instituido por la ciudadanía en 1382 para festejar la signoria de Carrara y conmemorar la subida al poder de Giacomo I da Carrara, producida el 28 de junio de 1318, día de San Jaime. El caballero que llegaba primero a la plaza en la carrera, que partía de Voltabarozzo, ganaba el pallio, una pieza de preciado tejido sedoso, mientras que el segundo ganaba una oca joven y el tercero un búho.
Hasta 1864, en la logia del Palazzo della Ragione se extraían los números del juego del lotto y allí eran declamados a la multitud congregada en la plaza.

## Las ejecuciones capitales
La plaza fue teatro de las ejecuciones capitales de la ciudad desde la Edad Media, junto con la Piazza Castello. Era llamada precisamente Piazza della Giustizia y una estatua de la Justicia con la espada y la balanza, colocada sobre la Torre degli Anziani, miraba hacia el lugar donde se montaba el palco para las ejecuciones, bajo las ventanas del Palazzo del Podestà. También fueron lugares de pena capital las logias del Palazzo della Ragione y la escalera dei Feri o della Giustizia, donde miraba otra estatua de la Justicia. Para ayudar a los condenados estaban los hermanos de la Scuola di San Giovanni della morte.
Algunas ejecuciones históricas:
- El 13 de enero de 1374 fueron decapitados acusados de traición Alvise Forzatè y su hijo Filippo.
- Albertino da Peraga fue decapitado públicamente en 1387 «en el balcón del palacio hacia la Piazza delle Biade» por haber apoyado a Gian Galeazzo Visconti.[3]
- En 1615 Giulio da Napoli, condenado por robo sacrílego cometido en Anguillara, fue llevado en un carro desde el Palazzo della Ragione hasta la Porta Santa Croce, donde se le cortó la mano derecha. Tras volver a la plaza con la mano cortada colgando del cuello, fue colgado y quemado vivo.

## Descripción

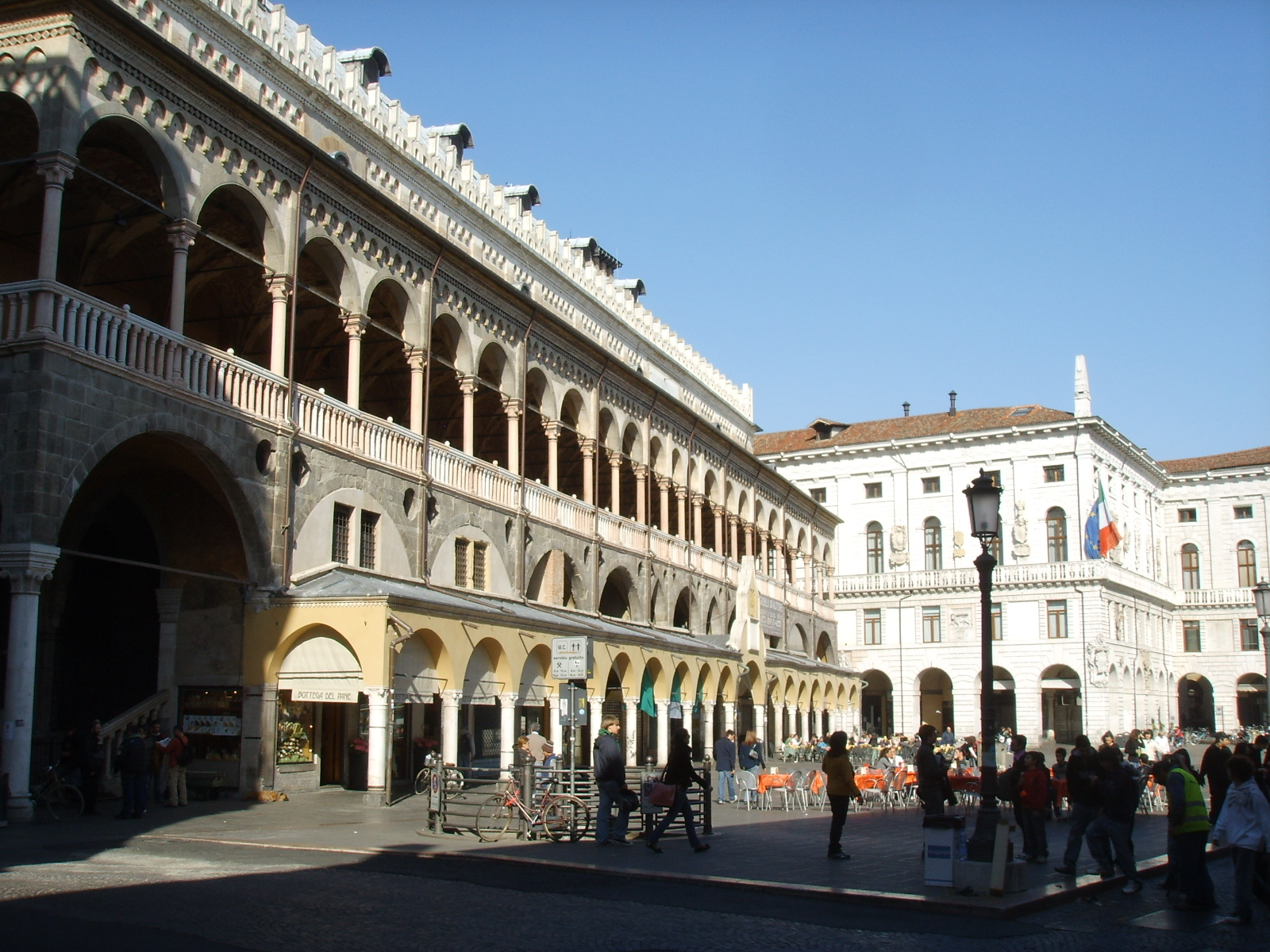
La plaza hacia el este.

La plaza tiene forma trapezoidal irregular. Todos los días laborables alberga por la mañana los puestos del mercado hortofrutícola. Por la tarde numerosos bares ocupan la plaza con sillas y mesas y son ocupados por paduanos y turistas para el ritual del aperitivo que anima la plaza hasta avanzada la noche.
- Al oeste domina el Palazzo delle Debite y la entrada de la antigua Contrà delle Beccherie Vecchie (actual Via Daniele Manin), que conduce a la Piazza Duomo.
- Al este domina el ala Moschini y la entrada de la Contrà San Canziano hacia el Cantón del Gallo.
- Al sur hay altas casas paralelas a la calzada. Son de edad medieval, pero muestran pórticos de varias épocas y estilos. Son monumentales las de la esquina suroeste, cerca de la iglesia de San Canziano. Se abren hacia el gueto la Via dei Fabbri (llamada antiguamente Ebrerie) y la antigua strada delle Caneve (actual Via Squarcione), donde se encontraban numerosas tabernas.
- Al norte se sitúa el monumental Palazzo della Ragione con las numerosas logias y el Palazzo del Podestà, del siglo XVI.